# Robert (Familienname)
Robert ist ein Familienname.

## Bedeutung
Robert ist die Norddeutsche Form für altgermanisch „Hrod-berht“ und bedeutet „ruhmglänzend“. Zur Bedeutung des Familiennamens siehe auch: Herkunft und Bedeutung des Vornamens Robert.

## Varianten
- Robbert
- Roberts
- Robertsen
- Robertson
- Bobbie

## Namensträger
Robert ist Familienname folgender Personen:

### A
- Adolphe Robert (1833–1899), französischer Historiker und Biograf
- Adrien Robert (1922–1969), französischer Science-Fiction-Autor
- Alain Robert (* 1962), französischer Freeclimber
- Alain Robert (Mathematiker) (1941–2025), Schweizer Mathematiker
- Anne-Jean Robert (1758–1820), französischer Ballonbauer
- Aurèle Robert (1805–1871), Schweizer Maler

### B
- Babs Robert (* 1933), belgischer Jazzmusiker
- Benjamin Robert (* 1998), französischer Mittelstreckenläufer
- Bernadette Robert (* 1946), französische Schauspielerin

### C
- Carl Robert (1850–1922), deutscher Klassischer Philologe und Archäologe
- Carl Wilhelm Robert (1740–1803), deutscher Theologe, Jurist und Freimaurer
- Cédric Robert (* 1973), französischer Rallyefahrer
- Christian Robert (* 1961), französischer Mathematiker

### D
- Daniel Robert, Szenenbildner und Artdirector
- David Robert (* 1969), französischer Fußballspieler
- Denise Robert (Filmproduzentin) (* 1954), kanadische Filmproduzentin
- Denise Bindschedler-Robert (1920–2008), Schweizer Völkerrechtlerin und Richterin
- Didier Robert de Vaugondy (1723–1786), französischer Geograph

### E
- Emerich Robert (1847–1899), österreichischer Schauspieler, Sänger (Tenor) und Regisseur
- Emil Robert-Hansen (Robert Emil Hansen; 1860–1926), dänischer Cellist, Komponist und Dirigent
- Ernst Friedrich Ferdinand Robert (1763–1843), deutscher Maler und Hochschullehrer
- Étienne-Gaspard Robert (1763–1837), belgischer Zauberkünstler
- Eugen Robert (1877–1944; eigentlich Eugen Kovacs), ungarischer Rechtsanwalt, Journalist und Theaterunternehmer
- Eva Robert (1912–2007), australische Badmintonspielerin

### F
- Ferdinand Robert (Heinrich Ludwig Ferdinand Robert; 1814–1878), deutscher Chirurg
- Ferdinand Robert (eigentlich Ferdinand Stiller; 1877–1948), österreichischer Schauspieler
- Ferdinand Robert-Tornow (1812–1875), deutscher Jurist und Kunstsammler
- Florence Baverel-Robert (* 1974), französische Biathletin
- Florent Robert (1795–1870), französisch-mährischer Industrieller
- Frank Robert (eigentlich Frank-Robert Olstad; 1918–2007), norwegischer Schauspieler, Sänger und Tänzer
- Frédérique Robert (* 1989), belgischer Radrennfahrer

### G
- Georg Robert (1765–1833), deutscher Rechtswissenschaftler und Politiker
- George Robert (1960–2016), Schweizer Jazzmusiker und Musikpädagoge
- Georges Robert († nach 1928), französischer Eishockeyspieler

### H
- Heinrich Robert (1853-nach 1902), österreichischer Theaterschauspieler
- Henri Robert (1863–1936), französischer Strafverteidiger
- Henri Robert-Charrue (* 1944), Schweizer Architekt
- Henrik Robert (1887–1971), norwegischer Segler
- Henry Martyn Robert (1837–1923), US-amerikanischer Brigadegeneral
- Horst-Krafft Robert (1920–2009), deutscher Diplomat
- Hubert Robert (1733–1808), französischer Maler

### I
- Irmgard Männlein-Robert (* 1970), deutsche Klassische Philologin

### J
- Jacques Robert-Rewez (1914–1998), französischer Widerstandskämpfer
- Jean Robert (Musiker) (1908–1981), belgischer Saxophonist und Arrangeur
- Jean Robert, eigentlicher Name von Jean Ipoustéguy (1920–2006), französischer Bildhauer, Maler und Schriftsteller
- Jean Robert (Grafiker) (1945–2016), Schweizer Grafiker und Designer
- Jean-François Robert (* 1973), französischer Fotokünstler, Schriftsteller und Musiker
- Jean-Louis Robert (* 1945), französischer Historiker
- Jean Eugène Robert-Houdin (geb. Jean Eugène Robert; 1805–1871), französischer Zauberkünstler und Konstrukteur
- Joël Robert (1943–2021), belgischer Motocross-Rennfahrer
- Jörg Robert (* 1971), deutscher Germanist
- Joseph-Jean-Louis Robert (1819–1900), französischer Geistlicher und römisch-katholischer Bischof von Marseille
- Joseph Nicolas Robert-Fleury (1797–1890), französischer Maler
- Julien Robert (* 1974), französischer Biathlet
- Julius Robert (1826–1888), österreichischer Chemiker und Industrieller

### K
- Karl Robert-Tornow (1851–1892), preußischer Landrat

### L
- Laurent Robert (* 1975), französischer Fußballspieler
- Leni Robert (* 1936), Schweizer Politikerin (FDP, FL)
- Léo-Paul Robert (1851–1923), Schweizer Maler
- Léon Robert (1873–1944), Schweizer Jurist
- Léon-Paul-Joseph Robert (1849–1888), französischer Maler
- Lionel Robert (* 1962), französischer Autorennfahrer
- Lorin S. Robert (* 1956), Politiker der Föderierten Staaten von Mikronesien
- Louis de Robert (1871–1937), französischer Schriftsteller
- Louis Robert (1904–1985), französischer Epigraphiker, Althistoriker und Archäologe
- Léopold Robert (1794–1835), Schweizer Maler
- Ludwig Robert (1778–1832), deutscher Dramatiker und Publizist
- Lucie Robert (Philologin) (* 1954), kanadische Philologin und Literaturwissenschaftlerin
- Lucie Robert-Diessel (1936–2019), französische Komponistin und Dirigentin

### M
- Maja Robert-Pesl (eigentlich Rosa Sophia Robert; 1919–2008), deutsche Mäzenin
- Marie-Anne Robert (1705–1771), französische Schriftstellerin
- Marie-Françoise Robert (* 1939), Schweizer Künstlerin
- Marie-Noël Robert (1760–1820), französischer Ballonfahrer
- Marthe Robert (1888–1973), Schweizer Pionierin Frauenschwimmen
- Max Robert (* 1967), französischer Bobfahrer und Sprinter
- Mélina Robert-Michon (* 1979), französische Diskuswerferin
- Michel Robert (* 1948), französischer Springreiter
- Mohamad Adnan Robert (geb. Micky Robert; 1917–2003), zeremonielles Staatsoberhaupt von Sabah

### N
- Nicholas-Louis Robert (1761–1828), französischer Ingenieur
- Nikolaus Robert-Tornow (1886–1957), preußischer Verwaltungsjurist und Landrat

### P
- Pascal Robert (* 1963), französischer Radrennfahrer
- Paul Robert (1851–1923), Schweizer Maler, siehe Léo-Paul Robert
- Paul Robert (Fotograf) (* 3. Mai 1866 in Nevers; † 13. April 1898 in Paris), auf historische Monumente spezialisierter Fotograf
- Paul Robert (Karikaturist) (1867–1934), Schweizer Maler, Karikaturist, Schauspieler, arbeitete in St. Petersburg (Russland)
- Paul Robert (Fechter), Schweizer Fechter
- Paul Robert, ein Pseudonym von Paul Zech (1881–1946), deutscher Schriftsteller
- Paul Robert (Lexikograf) (1910–1980), französischer Romanist und Lexikograf
- Paul Robert (Politiker, 1911) (1911–1999), französischer Politiker
- Paul Robert (Politiker, 1912) (1912–2013), französischer Politiker
- Paul-André Robert (1901–1977), Schweizer Maler und Odonatologe
- Paul-Julien Robert (* 1979), österreichischer Regisseur und Fotograf
- Peter Robert (* 1951), deutscher Übersetzer und Dokumentarfilmer
- Philippe Robert (1881–1930), Schweizer Maler
- Pierre Robert (1618–1699), französischer Komponist

### R
- René Robert (Politiker) (1885–1955), Schweizer Politiker (SP)
- René Robert (Fotograf) (1936–2022), Schweizer Fotograf
- René Robert (Eishockeyspieler) (1948–2021), kanadischer Eishockeyspieler
- Richard Robert (1861–1924), österreichischer Pianist, Komponist, Musikkritiker und Musikpädagoge

### S
- Shaaban Bin Robert (1909–1962), tanganjikanischer Lyriker, Autor und Essayist
- Stéphane Robert (Linguistin), französische Linguistin
- Stéphane Robert (Tennisspieler) (* 1980), französischer Tennisspieler

### T
- Théophile Robert (1879–1954), Schweizer Maler
- Thierry Robert (*  1977), französischer Politiker
- Tony Robert-Fleury (1837–1911), französischer Historienmaler

### V
- Véronique Robert (1962–2017), Schweizer Journalistin
- Victor Robert (Maler) (1813–1888), französischer Maler
- Victor Robert (Sportschütze) (1863–??), belgischer Sportschütze

### W
- Walter Robert-tornow (1852–1895), deutscher Bibliothekar und Übersetzer

### Y
- Yves Robert (1920–2002), französischer Filmemacher
- Yves Robert (Musiker) (* 1958), französischer Jazzmusiker